# Anthelme de Chignin
Pour les articles homonymes, voir Chignin (homonymie) et Belley (homonymie).
Anthelme de Chignin, dit aussi Anthelme de Belley ou saint Anthelme, né en 1107 au château de Chignin près de Chambéry en Savoie, et mort en 1178, est un moine chartreux, devenu prieur de la Grande-Chartreuse, puis évêque et seigneur de Belley (Ain) entre 1163 et 1178. Ce saint catholique est fêté le 26 juin.

## Histoire
Fils d'Hardouin, seigneur de Chignin, dans le comté de Savoie, il serait né dans une maison forte du nom de la Biguerne. Sur son emplacement, Jean Ruffin de la Biguerne et les chartreux font édifier une chapelle à son nom.
Il est très tôt placé comme sacristain à la cathédrale Saint-Jean de Belley. À l'âge de vingt cinq ans, il visite les monastères de chartreux installés dans le Bugey et trois ans plus tard il est ordonné prêtre par Bernard II de Portes, évêque de Belley. Àu cours d'une visite à la chartreuse de Portes, il va voir à la Correrie son parent Bozon, alors procureur (religieux chargé des intérêts temporels d'une maison religieuse) et homme de vertu. Avec lui, il forme le projet d'entrer au monastère. Après avoir distribué ses biens aux pauvres, il reçoit l'habit des chartreux en 1137.
Il est établi procureur du monastère en 1138, après avoir été envoyé auprès de Guigues pour renforcer la communauté de la Grande Chartreuse décimée par une avalanche le 30 janvier 1132. Il est chargé par l'évêque de Grenoble de déplacer et de reconstruire la chartreuse. L'année suivante, il en est élu prieur. Son œuvre principale est d'avoir convoqué un chapitre général réunissant les supérieurs des autres chartreuses qui jusque-là avaient été indépendantes. Anthelme affirme ses qualités d'administrateur et d'homme politique. La Grande Chartreuse devenait ainsi chef d'ordre. Plus tard il chargea Jean d'Espagne de rédiger les statuts qui règleraient la vie des maisons de moniales chartreuses. Anthelme agrandit le territoire de la Grande Chartreuse, fit élever de nouveaux bâtiments, érigea un mur de clôture, établit des aqueducs, développa les fermes et les bergeries.
En 1152, il abandonne la direction du monastère à Basile de Bourgogne, souhaitant ainsi retrouver une vie de simple moine. Mais bientôt Bernard de Varin, prieur de la chartreuse de Portes, sentant sa fin proche, demande à Anthelme de venir prendre la direction de son monastère. Louis VII, à son retour du concile de Toulouse de 1161, vient le visiter et cette marque d'estime du souverain pèse dans le choix par le chapitre d'un nouvel évêque de Belley à la mort de Ponce de Thoire.
Anthelme de Chignin hésite, mais consulte le pape Alexandre III de passage à Bourges. Ce dernier confirme le choix et le sacre dans la cathédrale de la ville.
Quelque temps plus tard, Frédéric Barberousse, ayant entendu parler des vertus de ce moine l'investit du titre de prince du Saint-Empire romain germanique en 1175,. Afin d'affirmer son opposition au comte Humbert III de Savoie, l'Empereur publie une bulle d'or donnant tout pouvoir temporel à l'évêque sur la ville de Belley et son pays.
Après sa mort, survenue le 26 juin 1178, il fut choisi comme saint patron de la ville de Belley.

## Canonisation
Saint Anthelme a été canonisé en 1368 par le pape Urbain V. Il est célébré le 26 juin en Savoie (archidiocèse de Chambéry, Maurienne et Tarentaise et diocèse d'Annecy). Le culte officiel de saint Anthelme, toutefois, ne remonte guère qu'au XVIIe siècle, et atteint son apogée au XIXe siècle, au moment du grand renouveau religieux du diocèse de Belley. Alors fleurissent en Bugey les prénoms Anthelme, Anthelmine et Anthelmette (diminutif Terme et Termette)[réf. nécessaire].
Une chapelle a été construite par les chartreux au XIXe siècle au lieu de sa naissance, par l'architecte lyonnais Pierre Bossan.